# MPS 802

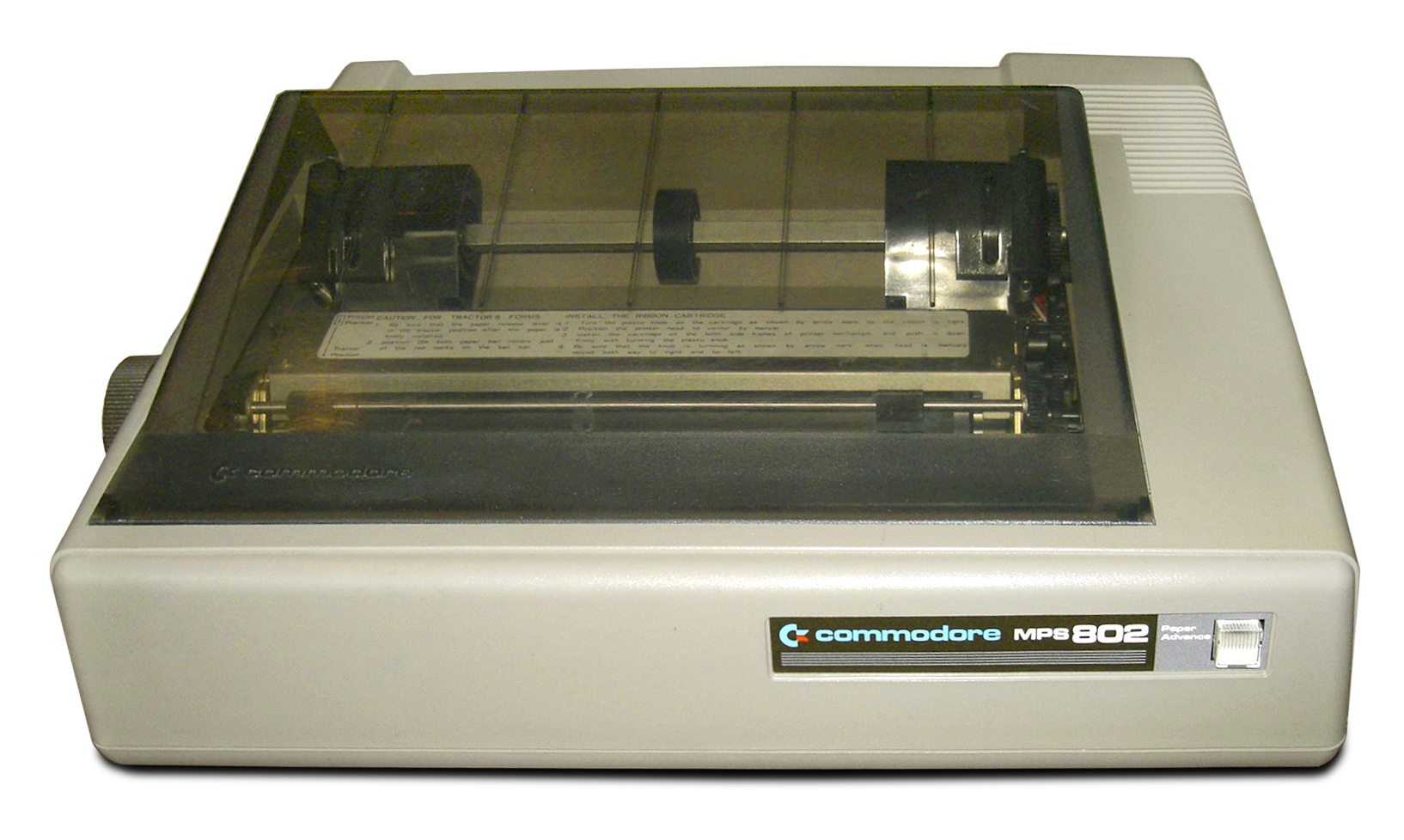
MPS 802

Der MPS 802 war ein 8-Nadeldrucker des Herstellers Commodore, der 1984 auf den Markt gebracht wurde. Der ursprüngliche Name des Druckers war VC-1526 bzw. 1526. Die beiden Drucker MPS-802 und 1526 sind bis auf die beiden Schilder an ihrer Vorder- und Rückseite identisch. MPS steht für Matrix Printer Serial, eine Bezeichnung von Commodore. Entstanden ist er aus dem CBM 4022/4023, die für die PET-Generation entwickelt wurden und noch einen parallelen IEC-Bus (IEEE-488) besaßen. Darauf basierte der Commodore Drucker 1526 mit einer von Commodore entwickelten seriellen Schnittstelle.
Gesteuert wird der MPS-802 durch einen zum Mikroprozessor vom Typ 6502 von MOS Technology software-kompatiblen 6504-Prozessor. Auf der Hauptplatine des MPS-802 befinden sich noch zwei integrierte Schaltkreise vom Typ 6532-RIOT (RAM Input/Output Timer) und ein 6522-VIA (Versatile Interface Adapter). Das Betriebssystem befindet sich in einem 8-KByte-EPROM vom Typ 2364.

## Technische Daten
- Druckmethode: Matrix-Druck (Impact Dot Matrix)
- Druckverfahren: Bidirektionaler Druck
- Zeichenmatrix: 8 × 8 Punkt-Matrix
- Zeilenlänge: max. 80 Spalten
- Zeilenabstand: 6 Zeilen/Zoll im Zeichenmodus, 9 Zeilen/Zoll im Grafikmodus (1 Zoll = 2,54 cm)
- Druckgeschwindigkeit: 60 Zeichen/s
- Papiertransport: Stachelwalzenantrieb
- Papierbreite: 4,5 bis 10 Zoll (8,5 Zoll ohne Führungslochränder)
- Kopien/Durchschläge: Original + 3 Durchschläge
- Grafik: Punktadressierbar, 8 senkrechte Punkte/Spalte, 640 Punkte horizontal
- Schnittstelle:  2 × serieller CBM-Bus (elektrisch verbunden)
- CPU: MOS 6504[2]

## Geräteadresse
Die Geräteadresse für den CBM-Bus ist standardmäßig auf 4 eingestellt. Über drei Jumper auf der Platine kann ein Wert von 4 bis 11 gewählt werden.

## Sonstiges
Der Commodore Drucker CBM 4022 bzw. CBM 4023 ist mechanisch identisch mit dem MPS-802, besitzt jedoch anstatt einer CBM-Bus- eine IEEE-488-Schnittstelle.